# 哈比比亞高中
哈比比亞高中是阿富汗首都喀布爾的一所名校，於1903年由阿富汗酋長國國王哈比布拉汗所創立，當時採用了英屬印度的高中課程，被譽為阿富汗現代教育之始。此學校孕育了不少阿富汗中舉足輕重知名人物，包括兩位總統阿什拉夫·加尼及哈米德·卡爾扎伊。自1970年代阿富汗王國倒台以後，阿富汗戰亂頻生，學校亦受到破壞，至2001年後，塔利班政權倒台後，國際社會大量援助湧入阿富汗，學校才得以重修。